# Liebesgeschichten und Heurathssachen
Liebesgeschichten und Heurathssachen ist eine Posse mit Gesang in Drey Acten von Johann Nestroy. Das Stück wurde 1843 verfasst und hatte am 23. März dieses Jahres als Benefizvorstellung für den Dichter seine Uraufführung.

## Inhalt
Im „Silbernen Rappen“ treffen einander alte Freunde: der mittellose Kaufmannssohn Anton Buchner, der nach 2 Jahren Herumreisen seine Geliebte Fanny, die Tochter des ehemaligen Fleischselchers und nunmehr reichen Partikuliers Florian Fett, heiraten will und Alfred, der Sohn des Marchese Vincelli, der inkognito als Sekretär bei Fett arbeitet. Alfred ist in Ulrike verliebt und befürchtet, sein Vater werde aus Standesdünkel nicht in die Hochzeit einwilligen. Um die ledige ältliche Schwägerin des Herrn von Fett, Lucia Distel, bemüht sich der schwer verschuldete, arbeitsscheue Spitzbube Nebel, jedoch allein ihrer Mitgift wegen.
„[…] wenn man aber nix glernt, und nirgends gut gethan hat, wenn man dabei eine spezielle Abneigung gegen die Arbeit und einen Universal-Hang zur Gaudée in sich trägt, und dennoch die Idee nicht aufgiebt ein vermöglicher Kerl zu wer’n, darin liegt was Grandioses.“ (I. Act, 5te Scene)
Durch ein Missverständnis hält Fett Nebel für einen hohen Sprössling und schließlich sogar für den Sohn des Marchese Vincelli. Dieser vermeintlich Adelige wäre ihm als Bräutigam für seine Tochter sehr recht. Nebel intrigiert heftig, um Anton und Fanny zu entzweien.
Als sich alle Verwechslungen schließlich aufklären, willigt der Marchese in die Verbindung seines Sohnes ein, da er in Ulrike die Tochter seiner ehemaligen Angebeteten erkennt und Alfreds Notlüge glaubt, die Hochzeit sei bereits im Geheimen geschlossen worden. Auch Fett ist nunmehr einverstanden, dass Anton und Fanny sich verloben. Der entlarvte Nebel resigniert:
„Jetzt muss ich schau’n, dass mich der guten Wirthin ihr Mann als Oberkellner nimmt.“ (III. Act, 17te Scene)

## Werksgeschichte
Die Handlung wurde der englischen Posse Patrician and Parvenu (Patrizier und Parvenu) von John Poole (1786–1872) nachgebildet. Dieses Stück hatte am 21. März 1835 im Theatre Royal Drury Lane von London Premiere. Es wurde von Nestroy zu einem Stück umgestaltet, das adeligen Standesdünkel einerseits und neokapitalistischen Hochmut andrerseits mit scharf karikierender Satire beschreibt. Eine zweite, nicht verifizierbare Quelle nannte Nestroy bei den Vorarbeiten mit dem Vermerk „Scene nach Ogl“ (= Original) ohne nähere Angaben; es könnte sich dabei um eine zeitgenössische (Zeitungs-)Anekdote gehandelt haben. Das Werk wurde nur wenige Monate nach dem nicht sehr erfolgreichen Stück Die Papiere des Teufels (Uraufführung am 17. November 1842) verfasst.
Nach dem Theaterzettel der Premiere spielte Johann Nestroy den Nebel, Wenzel Scholz den Particulier Florian Fett, Alois Grois den Marchese Vincelli, Ignaz Stahl den Wirten, Eleonore Condorussi das Stubenmädchen Philippine.
Ein Originalmanuskript in Nestroys Handschrift ist ebenso wie die Reinschrift von Nebels Couplets im II. Act, 8te Scene erhalten. Das Rollenheft von Nebels Couplets (Singstimme und Text) im II. Act, 8te Scene und im III. Act, 8te Scene ist lediglich in einer Aufzeichnung von fremder Hand erhalten.

## Zeitgenössische Rezeption
Die zeitgenössische Kritik war vorwiegend positiv, so schrieb Der Sammler am 25. März 1843 (S. 190 f.):
„Zieht man nun noch in Anbetracht, dass dem Dialog eine Fülle von Witz, Satyre, pikanter Einfälle und komischen Pointen innewohnt, und dies besonders in jenen Szenen, wo Hr. Nestroy selbst mitwirkend ist, dass ferner die neuesten Kouplets dieses Abends zu den gelungensten gehören, die der Feder des genialen Volksdichters entflossen, und dass endlich die Hauptrollen in den besten Händen waren, so wird es jedem unserer freundlichen Leser leicht erklärlich sein, dass diese Novität einen glänzenden Succeß hatte, und eine sehr beifällige Aufnahme erfuhr.“
Weder in dieser Rezension, noch in der am gleichen Tag erschienenen im Wanderer (S. 190 f.) wurde – vermutlich aus Unkenntnis – erwähnt, dass die Vorlage eine englische comedy sei. Der Wanderer nennt Nestroy den „Alleinherrscher im Reiche des Jokus“.
Anders urteilte der allen Possen stets sehr kritische gegenüberstehende Rezensent der Sonntagsblätter, Dr. Wagner, der am 26. März (S. 301 f.) konstatierte, es lohne sich nicht, die zeitgenössische „Possen-Seichtigkeit“, von der auch Nestroys Stück keine Ausnahme mache, zu besprechen. Der Inhalt sei „ganz haltlos“, ein „fadenscheiniger Stoff“, an den der Dichter eine „unerschöpfliche Fülle seines Witzes und seiner Laune“ verschwendet habe – immerhin letztlich ein Kompliment für Nestroy.
Die Kritik in Adolf Bäuerles Wiener Theaterzeitung vom 27. März (S. 331) war wie fast immer voller Lob. Als erster und einziger nannte Bäuerle den korrekten Namen der englischen Quelle, er stieß sich lediglich am für die Hauptperson Nebel unglücklichen Ausgang, der tatsächlich bei Nestroy sonst kaum je vorkam:
„Das Publikum sieht es nicht gerne, wenn der komische Hauptheld des Stückes am Ende so spurlos verschwindet, wenn er mit langer Nase abziehen muss, wenn er gleichsam verstoßen wird, und untergeht, indeß die Nebenpersonen mit Glück und Freude überschüttet werden. Referent hätte dem lustigen Kauz Nebel ohne Anstand die Mamsell Lucie Distel mit ihren 40.000 fl. an den Hals geworfen.“
Dagegen nannte die Wiener Zeitschrift vom 27. März (S. 485 f.) Nebel einen „Lumpen“, dem „der Sieg des Besseren“ fehle und störte sich auch an der „Verhöhnung des Adels“.

## Spätere Interpretation
Fritz Brukner und Otto Rommel war 1928 die englische Quelle noch nicht bekannt. Sie weisen darauf hin, dass die einzelnen Motive des Stückes in der Tradition des Altwiener Volkstheaters unzählige Male wiederkehren. Der große Erfolg beim Publikum wird ebenso erwähnt, wie die „merkwürdig farblose“ Art der zeitgenössischen Zeitungsrezensionen. Sogar die „Verwegenheit der Belauschungsszene“ bleibe dabei unerwähnt, der Protest über die Persiflierung des Adels knüpfe sich besonders an die outrierende Gestaltung des Marchese Vincelli durch Herrn Grois. Nestroys Vorzensuranmerkungen sei zu entnehmen, dass er einige ihm gefährlich erscheinende Passagen bereits selbst gestrichen habe.
Nach Franz H. Mautner mache Nestroy aus der Vorlage von John Pool eine breit angelegten Aussage gegen kapitalistische Einstellung und Standesdünkel. Das Stück zeige speziell den Virtuosen der Sprache in genialen Wortschöpfungen und des Witzes, der Verstrickung, Verknüpfung und Entwirrung zahlreicher nebeneinander laufender Handlungen, die auf die Spitze getrieben würden. Unzart sei freilich die Behandlung der alten Jungfer Lucia Distel, neu bei Nestroy der Ausschluss der zynischen Hauptfigur Nebel vom allgemeinen Happy End.
Helmut Ahrens weist darauf hin, dass diese Posse mit all ihren bösen Sätzen über Liebe, Ehe und Zuneigung dennoch „keineswegs Eingeständnis einer glücklosen eheähnlichen Gemeinschaft“ (Zitat) mit seiner Lebensgefährtin Marie Weiler sei, sie richte sich vielmehr gegen Adelsdünkel und die großsprecherische G’schaftelhuberei der nouveaux riches (Neureichen). Da im Publikum gar nicht so wenige der von ihm apostrophierten Kreise saßen, sei der große Beifall umso bemerkenswerter gewesen. Die egoistische menschliche Natur geißelt der Dichter im Monolog des von ihm gespielten Opportunisten Nebel:
„Ich werd' mich jetzt auf den Eh’stand verlegen und dabei allen Anforderungen der Ästhetik entsprechen; meine Auserwählte is nämlich reich und dabei nicht ohne Unliebenswürdigkeit, ich schließe also eine Vernunftheirat, eine Geldheirat und zugleich eine Heirat aus Inklination, weil ich eine unendliche Inklination zum Geld hab'.“ (I. Act, 5te Scene)